# أحمد العكروش
أحمد يونس العكروش لاعب كرة قدم سعودي يلعب في نادي العمران.

## مسيرة اللاعب
لعب مع نادي القادسية ونادي النجوم ونادي العمران ونادي الروضة ونادي مضر.